# رباعيات الأطراف المائية الثانوية
خضعت عدّةُ مجموعاتٍ من رباعيات الأطراف للتكّيّف المائي الثانوي، وهو انتقال تطوّري من كونها كائنات برّيّة مئة في المئة إلى العيش –ولو في جزء من الوقت- في الماء. وتسمّى هذه الحيوانات «المائيّة الثانويّة» لأنّه وعلى الرغم من أنّ أسلافهم قد عاشوا على الأرض لمئات الملايين من السنين، إلّا أنّهم جميعًا ينحدرون أصلاً من الحيوانات المائية (انظر تطوّرِ رباعيّات الأرجل). لم تترك أسلافُ رباعيّات الأرجل هذه الماء أبدًا، وبالتالي كانت كائنات في الأساس مائية، مثل الأسماك الحديثة. تميل التكيّفات المائية الثانوية إلى التطوّر في مرحلة مبكّرة حيث يتوغّل الحيوان في الماء للعثور على الغذاء المتاح. ونظرًا لأنّ الأجيال المتعاقبة قضت وقتًا أطول في الماء، فإن الانتقاء الطبيعي قد أدّى إلى اكتساب المزيد من التعديلات. قد تقضي حيوانات الأجيال اللاحقة معظم حياتها في الماء، قادمة إلى الشاطئ للتزاوج. أخيرًا، قد تقوم الحيوانات المكيّفة بالكامل بالتزاوج والولادة في الماء.

## اللا قوسية
الأرشيلون بالإنكليزيّة (Archelon) هو نوعٌ من السلاحف البحريّة العملاقة التي يعودُ تاريخها إلى العصر الطباشيري، وانقرضت منذ مدّة بعيدة. استطاعت الكائناتُ أبناء عمومتها النجاةَ والتكاثرَ للوصولِ إلى زمننا هذا وأصبحت تُعرف بالسلاحف البحريّة.
كان الميزوسورس Mesosaurus (وغيره من أفراد عائلة الميزوسوريدس) ضمن مجموعةٍ أخرى من الزواحف عديمةِ الحُفر التي عادت مجدّداً إلى البحار، وتجنّبت القوقعة، وانقرضت أيضاً منذ مدّة طويلة.

## ثنائيات الأقواس
عاشت ثنائيات الأقواس في نفس الفترة التي عاشت فيها الديناصورات دون وجود أيّ ارتباطٍ وثيقٍ بينهما، كانت الموزاصورات تشبه التماسيح ولكنّها تكيّفت بشكلٍ أكبر مع الحياة البحرية. انقرضت قبل 66 مليون سنة، في نفسِ الوقت الذي انقرضت فيه الديناصورات.
تشمل ثنائيّات الأقواس الحديثة -التي قامت بتكيّفات خاصّة تسمح لها بقضاء وقت أكبر في الماء- الإغوانا البحريّة والتماسيحَ البحريّة. تكيّفت الثعابين البحريّة مع البيئة البحريّة بشكلٍ كبير، وتتكاثر بطريقة الولادة مثلَ واسعات الأقواس (انظر أدناه) وغير قادرة على النشاط البرّي بشكلٍ كبير. يتّضح تكيّف ثنائيّات الأقواس من خلال ملاحظة جنس لاتيكودا Laticauda أو الثعبان البحري السام البدائي، الذي يتوجّب عليه العودة إلى اليابسة لوضع البيض.

## واسعات الأقواس
تمتلك هذه الزواحف البحريّة أسلافاً عاشَت في المحيطات. في حالة الإكثيوصورات التي تكيّفت تمامًا كما الدلافين التي تشبهها بشكل سطحي، حتّى أنّها تلد بالولادة بدلاً من وضع البيض. لم تعد واسعات الأقواس الآن مجموعة تصنيفية صالحة (موتاني، 2009).

## الحيتانيات
خلال العصر الباليوسيني (قبل حوالي 66 - 55 مليون سنة)، بدأت مجموعة من مزدوجات الأصابع المشابهة للذئاب والتي لها قرابة مع فصيلة الحيتان الباكستانية Pakicetus بدأت في اتّباع أسلوب حياة برمائيّ في الأنهار أو البحار الضحلة. وكانت هي أسلاف الحيتان الحديثة والدلافين وخنازير البحر. تتكيّف الحوتيّات على نطاق واسع مع الحياة المائيّة ولا يمكنها البقاء على الأرض على الإطلاق. يمكن ملاحظة تكيّفها في العديد من الخصائص الفسيولوجية الفريدة مثل فتحة الأنف الظهرية، وأسنان عظم الفكّ، وعضو البطيخة في الجمجمة المستخدم في تحديد الموقع بالصدى المائي. أقرب الكائنات البرية القريبة للحوت هو فرس النهر (hippopotamus)، الذي يقضي معظم وقته في الماء ويعني اسمه حرفيًا «حصان النهر».

## الخيلانيات
ظهرَ أسلاف عروس البحر وخروف البحر لأوّل مرّة في السّجلّ الأحفوريّ منذ حوالي 45 إلى 50 مليون عامّ في المحيط.

## زعنفيات الأقدام
تبيّن السجلاّت الأحفوريّة أنّ الفقمات عديمة الآذان كانت موجودة منذ 12 إلى 15 مليون سنة، وأنّ عائلة الفقميّات قد وجدت منذ 14 مليون سنة مضت. وسلَفهم المشترك يجبُ أن يكون موجوداً حتى قبل ذلك.

## الدببة القطبية
على الرغم من أن الدببة القطبية تقضي معظم وقتها على الجليد بدلاً من الماء، إلّا أنّ الدببة القطبية تُظهر بدايات التكيّف المائي للسباحة (مستويات عالية من دهون الجسم والخياشيم القادرة على الإغلاق) والغوص والتنظيم الحراري. يمكن أن يعود تاريخ أحافير الدب القطبي المميزة إلى حوالي 100000 عام. يملك الدب القطبي فرو سميك وعدّة طبقات من الدهون على جسمه لحمايته من البرد.

## نظريات للتفكّر

### البشر
يعتقد مؤيدّو فرضيّة القرد المائي أن جزءًا من التطور البشري يشتمل على بعض التكيُّف المائي، الذي قيل إنه يفسر تساقط الشعر البشري، والمشي على قدمين اثنتين، وزيادة الدهون تحت الجلد، والحنجرة الهابطة، والطلاء الجُبْنِي (أو اللخن الجنيني أو الطلاء الدهني)، والأنف المُغطى، والعديد من التغيّرات الفسيولوجية والتشريحية. لكنّ هذه الفكرة غير مقبولة من قبل معظم العلماء الذين يدرسون التطور البشري.